# 多刺海菊蛤
多刺海菊蛤（学名：Spondylus multimuricatus），是莺蛤目海菊蛤科海菊蛤属的一种。主要分布于中国大陆，常以右壳附着于珊瑚礁或岩石上。